# Thomas A. Shannon

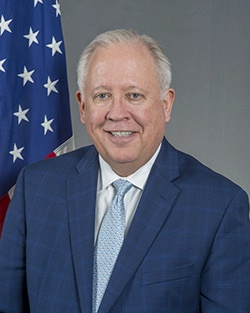
Thomas A. Shannon

Thomas Alfred „Tom“ Shannon, Jr. (* 1958) ist ein amerikanischer Diplomat. Anfang 2017 diente Shannon kommissarisch als United States Secretary of State, bis der von Präsident Donald Trump nominierte Rex Tillerson vom US-Senat bestätigt wurde. Gleichzeitig diente Shannon als kommissarischer Vize-Außenminister (Acting Deputy Secretary of State the United States), solange der Senat Präsident Trumps Kandidaten John J. Sullivan noch nicht bestätigt hatte.

## Leben
Thomas Shannon erhielt 1980 vom College of William & Mary einen B.A. in Politikwissenschaft mit Auszeichnung. Anschließend erwarb er an der University of Oxford einen M.Phil. (1982) und den D.Phil. (1983), ebenfalls in Politikwissenschaft. Er trat 1984 als Foreign Service Officer in den diplomatischen Dienst United States Foreign Service ein und war nach verschiedenen Verwendungen vom 12. Oktober 2005 als Nachfolger von Roger Noriega bis zu seiner Ablösung durch Arturo Valenzuela am 10. November 2009 Assistant Secretary of State for Western Hemisphere Affairs und damit Leiter der Unterabteilung für Angelegenheiten der westlichen Hemisphäre (Bureau of Western Hemisphere Affairs). Im Anschluss wurde er am 29. Dezember 2009 zum Botschafter der Vereinigten Staaten in Brasilien ernannt und übergab dort am 4. Februar 2010 als Nachfolger von Clifford Sobel sein Beglaubigungsschreiben. Er verblieb auf diesem Posten bis zum 6. September 2013 und wurde daraufhin von Liliana Ayalde abgelöst. In dieser Verwendung wurde ihm am 26. Dezember 2012 der Titel Career Ambassador verliehen, der höchste Rang im diplomatischen Dienst.
Nach seiner Rückkehr wurde Shannon am 24. Dezember 2013 als Nachfolger von Heather Higginbottom im Range einer United States Under Secretary of State Beraterin (Counselor of the United States Department of State) im US-Außenministerium (State Department) und bekleidete diese Funktion bis zum 12. Februar 2016. Am 12. Februar 2016 wurde die Ernennung von Shannon als Nachfolger von Wendy Sherman zum Under Secretary of State for Political Affairs vom Senat bestätigt. Damit nahm er nach dem Außenminister (Secretary of State) und dem Vize-Außenminister (Deputy Secretary of State) die dritthöchste Position im Außenministerium ein und war als solcher bis zum 4. Juni 2018 Leiter der Abteilung für politische Angelegenheiten. Sein Nachfolger in dieser Funktion war David Hale, nachdem Stephen Mull diese Funktion vom 5. Juni bis zum 29. August 2018 kommissarisch wahrgenommen hatte. Als solcher war er nach dem Beginn der Amtszeit von US-Präsident Donald Trump bis zum Amtsantritt von Außenminister Rex Tillerson zugleich kommissarischer Außenminister (Secretary of State ad interim). Im Anschluss fungierte er in dieser Verwendung als Under Secretary of State for Political Affairs nach dem Ausscheiden von Tony Blinken aus dem Regierungsdienst am 1. Februar 2017 bis zum Amtsantritt von John J. Sullivan am 24. Mai 2017 zugleich auch als kommissarische Vize-Außenminister (Acting Deputy Secretary of State) und nahm damit nach Außenminister Rex Tillerson die zweithöchste Position im Außenministerium ein.
Shannon spricht Spanisch und Portugiesisch. Er ist mit Guisela Shannon verheiratet.